# 2 Pułk Armat Polowych (austro-węgierski)
Pułk Armat Polowych Nr 2 (FKR. Nr. 2) – pułk artylerii polowej cesarskiej i królewskiej Armii.

## Historia pułku
1 stycznia 1894 roku 20. Dywizjon w Ołomuńcu został rozwinięty w 2. Pułk Artylerii Dywizyjnej (niem. 2. Divisions-Artillerie-Regiment).
W 1914 pułk stacjonował w Ołomuńcu (niem. Olmütz) na terytorium 1 Korpusu i wchodził w skład 1 Brygady Artylerii Polowej w Krakowie ale pod względem taktycznym został podporządkowany komendantowi 5 Dywizji Piechoty w Ołomuńcu.
W sierpniu 1914, w czasie mobilizacji, pułk został włączony w skład 46 Brygady Artylerii Polowej należącej do 46 Dywizji Piechoty Obrony Krajowej .
W 1916 oddział został przemianowany na Pułk Haubic Polowych Nr 5. Równocześnie dotychczasowy Pułk Haubic Polowych Nr 5 należący do 14 Dywizji Piechoty został przemianowany na Pułk Haubic Polowych Nr 14, a numer „2” otrzymał dotychczasowy Pułk Armat Polowych Nr 29, który wchodził w skład 2 Dywizji Piechoty.
W 1918 oddział został przemianowany na Pułk Artylerii Polowej Nr 105.

## Żołnierze
Komendanci pułku
- ppłk / płk Stephan Mayerhoffer (1894[1] – )
- płk Heinrich von Nauman (1914[10])

Oficerowie
- kpt. Czesław Mączyński
- ppor. rez. Władysław Eugeniusz Heller